# Paradelphomyia (Oxyrhiza) dichromata
Paradelphomyia (Oxyrhiza) dichromata is een tweevleugelige uit de familie steltmuggen (Limoniidae). De soort komt voor in het Oriëntaals gebied.